# Дуглас, Джеймс, 2-й герцог Куинсберри
Джеймс Дуглас, 2-й герцог Куинсберри и 1-й герцог Дуврский (англ. James Douglas, 2nd Duke of Queensberry and 1st Duke of Dover; 18 декабря 1662 — 6 июля 1711) — шотландский аристократ и государственный деятель.

## Биография
Родился 18 декабря 1662 года в замке Санкуар, Дамфриссшир, Шотландия. Старший сын Уильяма Дугласа, 1-го герцога Куинсберри (1637—1695), и его жены Изабеллы Дуглас (1642—1691), дочери Уильяма Дугласа, 1-го маркиза Дугласа (1589—1660). Его титул до того, как он стал преемником своего отца, был лорд Драмланриг с 1662 по 1695 год.
Получив образование в Университете Глазго, он был назначен членом Тайного совета Шотландии в 1684 году и был подполковником конного полка Данди. Он поддержал Вильгельма III Оранского в 1688 году и был назначен полковником шотландского конно-гвардейского полка. После смерти отца в 1695 году он унаследовал несколько титулов, в том числе 2-й герцог Куинсберри.
Джеймс Дуглас был назначен лордом верховным казначеем Шотландии с 1693 года и хранителем тайной печати Шотландии с 1695 по 1702 год. В 1696 году он был назначен лордом чрезвычайной сессии. Он был лордом верховным комиссаром в парламенте Шотландии в 1700, 1702 и 1703 годах, в этой роли он добился отказа от проекта Дарьена. В 1701 году ему был пожалован Орден Подвязки.
После восшествия на престол королевы Анны Стюарт в 1702 году Джеймс Дуглас был назначен государственным секретарем Шотландии. Он поощрял якобитов своей нерешительной позицией по вопросу о поселении и был введен в заблуждение, бессознательно продвигая якобитские замыслы Саймона Фрейзера, 11-го лорда Ловата. Ловат воспользовался ревностью герцога Куинсберри к герцогу Атоллу, чтобы получить от него поручение добыть во Франции улики, которые могли бы уличить Атолла. Заговор был раскрыт герцогу Атоллу Робертом Фергюсоном, и Джеймс Дуглас вышел из правительства в 1704 году.
Джеймс Дуглас был восстановлен в должности лорда-хранителя Тайной печати Шотландии в 1705 году, был комиссаром поместий в 1706 году и добился подписания Акта об унии в 1707 году. За это он был очень непопулярен в Шотландии, но получал пенсию в 3000 фунтов в год . В 1708 году для него были созданы титулы герцога Дувра, маркиза Беверли и графа Рипона. В том же 1708 году он был назначен в Тайный совет Великобритании. Он был государственным секретарем Шотландии с 1709 года до своей смерти. Его заместителем в этот период был писатель Николас Роу.
48-летний Джеймс Дуглас, 2-й герцог Куинсберри, скончался в своем доме на Олбемарл-стрит, Пикадилли (Лондон), в 1711 году от «илиакской страсти» (кишечной непроходимости). Позже он был перезахоронен вместе со своей женой Мэри в приходской церкви Дурисдир в Нитсдейле.
Куинсберри-хаус в Эдинбурге сегодня является частью здания Шотландского парламента.

## Семья

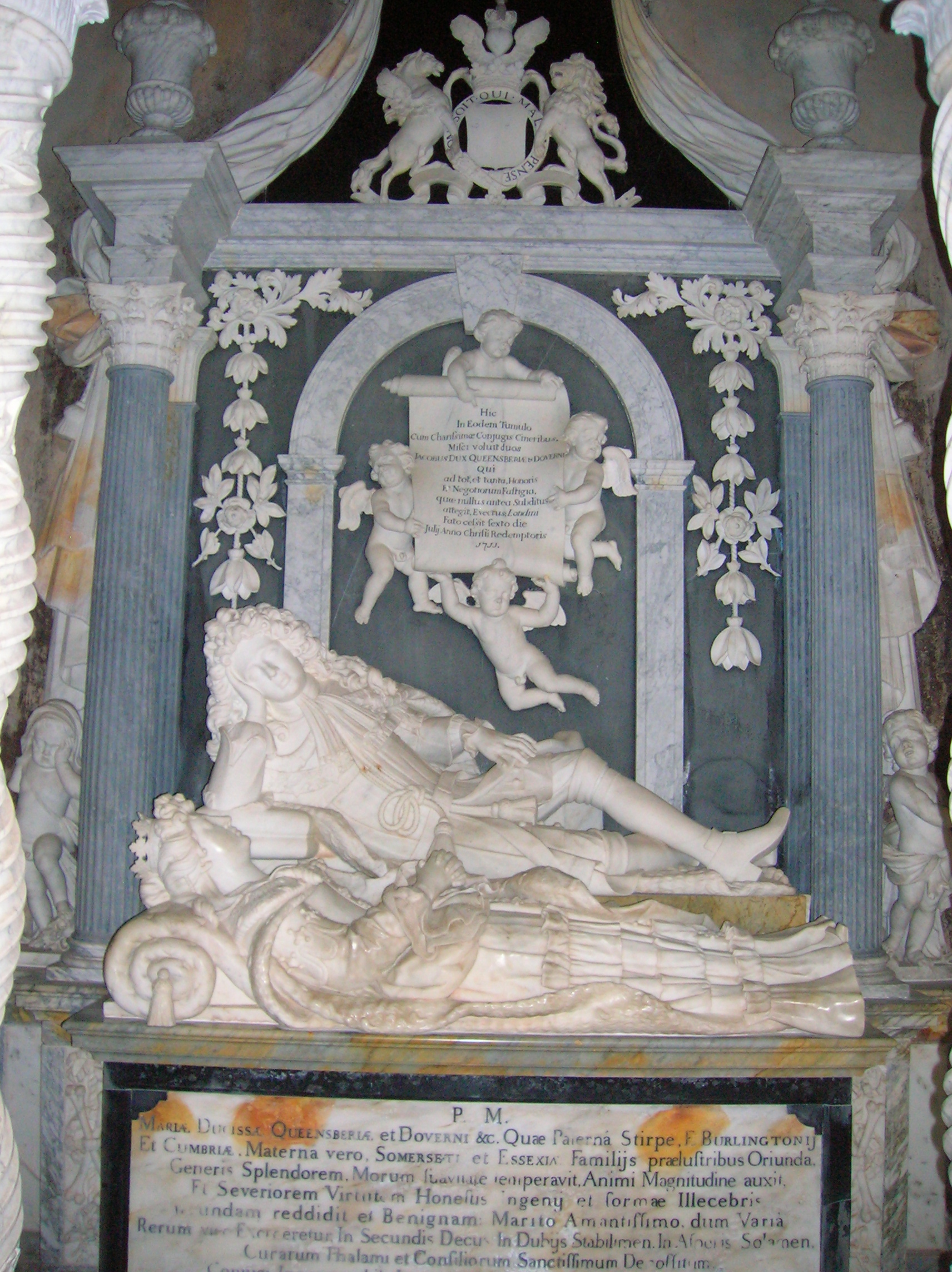
Могила Джеймса Дугласа, 2-го герцога Куинсберри, и его жены Мэри в приходской церкви Дурисдира.

1 декабря 1685 года Джеймс Дуглас женился на Мэри Бойл (ок. 1664 — 2 октября 1709), дочери Чарльза Бойла, 3-го виконта Дангарвана (1639—1694), и леди Джейн Сеймур (1637—1679). У супругов было, по меньшей мере, трое детей:
- Джеймс Дуглас, 3-й маркиз Куинсберри (2 ноября 1697 — 24 января 1715), унаследовавший от отца маркизат
- Чарльз Дуглас, 3-й герцог Куинсберри (24 ноября 1698 — 22 октября 1778), сменивший своего отца на посту герцога
- Джейн Дуглас (24 мая 1701 — 31 августа 1729), муж с 1720 года Френсис Скотт, граф Далкейт, а затем 2-й герцог Баклю (1695—1751).

## Титулатура
- 2-й герцог Куинсберри (с 28 марта 1695)
- 1-й герцог Дувр (с 26 мая 1708)
- 2-й маркиз Дамфриссшир (с 28 марта 1695)
- 1-й маркиз Беверли, Йоркшир (с 26 мая 1708)
- 1-й барон Рипон, Йоркшир (с 26 мая 1708)
- 2-й маркиз Куинсберри (с 28 марта 1695)
- 4-й граф Куинсберри (с 28 марта 1695)
- 3-й граф Драмланриг (с 28 марта 1695)
- 3-й виконт Нит, Тортолволд и Росс (с 28 марта 1695)
- 4-й виконт Драмланриг (с 28 марта 1695)
- 5-й лорд Дуглас из Хоика и Тибберса (с 28 марта 1695)
- 3-й лорд Дуглас из Килмоунта, Миддлеби и Дорнока (с 28 марта 1695).